# あいちのかおり

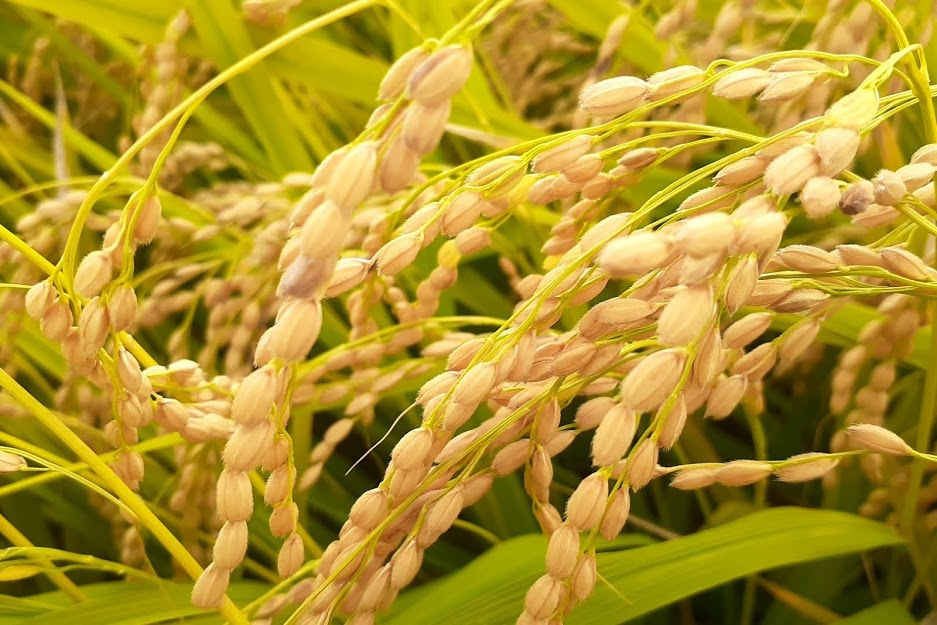
収穫前のあいちのかおり

あいちのかおりは、日本のイネの栽培品種。愛知県では最も作付面積の多い品種である。

## 歴史
愛知県農業総合試験場作物研究所がハツシモとコシヒカリ系統のミネアサヒを交配させ、1977年（昭和52年）にあいちのかおりが品種登録された。2000年（平成12年）には愛知県の奨励品種に指定され、以後は作付面積を増やしている。2003年度（平成15年度）から、愛知県は愛知県産あいちのかおりを県内の小中学校の学校給食に積極的に導入している。

## 特徴
芳醇で香り高い味が品種名の由来である。コシヒカリより米粒が大きいため、しっかりとした食感があるとされる。また、冷めてもおいしい品種であるとされる。愛知県の学校給食では定番の品種であり、愛知県ではコシヒカリよりも知名度が高いとされることもある。特に濃尾平野であいちのかおりの生産が盛んである。
一般的には食用米として用いられるが、江南市の勲碧酒造、稲沢市の内藤醸造、愛西市の水谷酒造、西尾市の山﨑合資会社などはあいちのかおりを用いた日本酒を製造している。

## 交配
- ハツシモ × ミネアサヒ（コシヒカリ系統）[5][2]
- 現在の「あいちのかおり」は、「葵の風」と交配したものに三代戻し交配した「あいちのかおりSBL」が主流である[7]。これは「葵の風」によって穂いもち病とイネ縞葉枯病の抵抗性が強化されているため、農薬使用量を抑制できる[7]。

## 作付面積
2021年（令和3年）の愛知県における水田作付シェア
- 2012年（平成24年）の愛知県における水田作付シェア
  - あいちのかおり - 42.2%
  - コシヒカリ - 24.6%
  - ミネアサヒ - 4.7%
  - あさひの夢 - 4.0%
  - 大地の風 - 2.7%
  - ゆめまつり - 2.5%
  - あきたこまち - 1.1%
  - その他 - 18.2%
- 2021年（令和3年）の愛知県における水田作付シェア
  - あいちのかおり - 40%
  - コシヒカリ - 23%
  - ミネアサヒ - 6%
  - 大地の風 - 3%
  - ゆめまつり - 2%
  - あさひの夢 - 0.9%
  - あきたこまち - 0.6%
  - チヨニシキ - 0.5%
  - その他 - 24%

## 米の食味ランキング
- 日本穀物検定協会による米の食味ランキングにおける愛知県産あいちのかおりの評価
  - 2017年（平成29年）産 - 「A」[8]
  - 2018年（平成30年）産 - 「A」[8]
  - 2019年（令和元年）産 - 「A」[8]
  - 2020年（令和2年）産 - 「A」
  - 2021年（令和3年）産 - 「A」[9]
  - 2022年（令和4年）産 - 「A」
  - 2023年（令和5年）産 - 「A」